# GFriend
GFriend (en hangul, 여자친구; romanización revisada, Yeoja Chingu) es un grupo musical femenino surcoreano creado por Source Music en 2015. Está formado por seis integrantes: Sowon, Yerin, Eunha, Yuju, SinB y Umji. Hicieron su debut con el EP Season of Glass el 16 de enero de 2015.
El 18 de mayo de 2021, se anunció que el contrato exclusivo de las miembros con Source Music finalizó el 22 de mayo, dando como resultado la separación del grupo.
En septiembre de 2024, el grupo ha confirmado su regreso en enero de 2025. Luego en diciembre de 2024 anunciaron su reunión con un álbum llamado Season of Memories por su décimo aniversario el 13 de enero de 2025.

## Historia

### 2015:Season of Glass,Flower Budy rozando la popularidad
El 16 de enero de 2015, GFriend publicó su primer miniálbum llamado Seasson of Glass, que consta de cinco canciones y tiene una duración de 15 minutos, su sencillo principal fue compuesto por Seo Yong Bae. Debutaron en la lista semanal Gaon en la duodécima posición. La promoción del álbum comenzó en el programa musical Music Bank, en la cadena de televisión KBS.
El 23 de julio de 2015 GFriend publicó su segundo miniálbum llamado Flower Bud, junto con el vídeo musical del sencillo titulado «Me gustas tú». El grupo comenzó la promoción del álbum en ese mismo día en el programa M! Countdown de la cadena Mnet, en el que fueron elogiadas por haber dado tan buenos resultados a pesar de provenir de una compañía discográfica pequeña.
El 7 de septiembre de 2015, la cámara de un fanático captó las imágenes de una actuación del grupo que acabó convirtiéndose en viral a causa de las múltiples caídas producidas por parte de dos miembros debido a que comenzó a llover con intensidad y el escenario se encontraba encharcado. GFriend fue alabado por su profesionalismo, ya que, concluyeron la actuación a pesar de las dificultades. Yuju cayó al suelo un total de ocho veces a lo largo de la mencionada actuación y SinB cayó una vez, a todo ello se le deben sumar los múltiples resbalones sufridos por todos los integrantes en repetidas ocasiones. Debido a que este vídeo se convirtió en viral, «Me gustas tú» volvió a las listas de éxitos de nuevo y fue una forma de darse a conocer más aún.
El 17 de septiembre de 2015, GFriend volvió a aparecer en los titulares como el único grupo de chicas nominado en la categoría «Mejor acto coreano» de los MTV Europe Music Awards junto con los grupos B1A4, BTS, Got7 y VIXX.

### 2016:Snowflake, primer premio musical yLOL
El 26 de enero de 2016, GFriend lanzó su tercer miniálbum titulado Snowflake que consta de siete canciones de las que la principal se titula «Rough». El mismo día de su vuelta a los escenarios, se reveló el nombre de su nuevo club de fanes llamado «Buddy». GFriend comenzó las promociones de su álbum el 26 de enero en el programa musical de SBS MTV The Show, que constató su primera victoria hasta el momento en un programa musical. Al día siguiente también ganaron en Show Champion, el día 4 de febrero ganaron M! Countdown y el día 5 de febrero también ganaron en el programa Music Bank. Para culminar su racha de victorias ganaron en Inkigayo el día 7 de febrero.
El 7 de febrero, además de su victoria en Inkigayo, también consiguieron aparecer en el primer puesto de las listas musicales más importantes de Corea con la canción «Rough» tan solo 14 días después de su publicación y se mantuvo en esa posición durante 121 horas. «Rough» también ha alcanzado el décimo puesto en Billboard's World Albums Chart. Además el vídeo musical de «Rough», se posicionó en el tercer puesto de los diez vídeos de K-pop más vistos alrededor del mundo en YouTube en enero de 2016.
El 2 de febrero, GFriend recibió su primer trofeo en un programa musical con «Rough» en The Show. Posteriormente ganaron otros catorce premios en otros programas, incluyendo la obtención de sus primeras coronas triples en M! Countdown, Music Bank, Show Champion e Inkigayo. Con un total de 15 victorias, el grupo quedó en segundo lugar con el número de victorias para grupos de chicas, detrás de A Pink, que tiene un total de 17 victorias con «Luv».
El 15 de junio, se anunció que GFriend protagonizaría junto a Mamamoo una nueva temporada de Showtime. El 29 de junio, Source Music comenzó a publicar teasers del primer álbum de estudio de GFriend LOL, que significa «Laughing Out Loud» y «Lots of Love». LOL fue lanzado el 11 de julio junto con el sencillo «Navillera», y fue reportado que tenía más de 60 000 copias pre-ordenadas alrededor del mundo. El 19 de julio, GFriend obtuvo su primer trofeo en el programa musical The Show al interpretar «Navillera».
En fin de año, YouTube reveló los mejores 10 MV de K-pop más vistos por los surcoreanos en 2016. «Rough» y «Navillera» se ubicaron en segundo y décimo lugar respectivamente en esa lista. «Rough» y «Navillera» también se clasificaron en segundo y undécimo lugar respectivamente en el Top 100 de fin de año de Bugs de 2016. «Rough» también ocupó el decimotercer lugar de la lista 20 Best K-Pop Songs of 2016: Critic's Picks de Billboard. En KBS Song Festival de 2016, las puntuaciones para «Rough» de GFriend se registraron en un 10,3%. «Rough» también se convirtió en la canción más descargada en 2016 de acuerdo con la lista de descargas de fin de año de Gaon Chart.

### 2017:The AwakeningyParallel
El 23 de febrero de 2017, Source Music anunció que GFriend regresaría el 6 de marzo. El 27 de febrero de 2017, se reveló que su cuarto EP se titularía The Awakening con el sencillo «Fingertip». Las pre-órdenes globales de The Awakening sobrepasaron las 100 000 copias, que es más alto que su anterior álbum LOL, el cual obtuvo 60 000 pre-órdenes. Además, el álbum también debutó en el quinto puesto de la lista mundial de álbumes de Billboard. El 1 de agosto de 2017, GFriend lanzó su quinto miniálbum, Parallel, junto con el sencillo principal «Love Whisper». En septiembre, lanzaron la reedición del álbum bajo el título Rainbow con el sencillo «Summer Rain».

### 2018: Primer concierto en solitario,Time for the Moon Night,debut en Japón,Sunny SummeryMemoria
GFriend comenzó el año con su primer concierto en solitario desde su debut, titulado Season of GFriend, el 6 y 7 de enero de 2018. 6 000 entradas para el concierto se agotaron en tres minutos. El 23 de enero se confirmó que GFriend había firmado un acuerdo con King Records.
Su sexto EP, Time for the Moon Night, estableció un nuevo récord para el grupo, alcanzando el primer lugar en 10 países de todo el mundo en iTunes. También debutó en el número 1 en Top de Descargas, Álbumes y Social en Korea's top chart Gaon, y vendió más de 84,000 copias en Corea del Sur. La semana siguiente, se informó que el grupo empató con Girls 'Generation y Twice como los grupos de chicas con más entradas en el Top 10 en Billboard World Albums Chart, con 5 entradas cada una. En la segunda semana de promoción del álbum, GFriend ganó seis premios en programas de música de Corea del Sur, convirtiendo "Time for the Moon Night" en la primera canción de 2018 en ganar todos los premios en programas musicales.
A finales de mayo, el grupo fue a Japón para promocionar su álbum recopilatorio Kyō Kara Watashitachi wa: GFriend 1st Best, que fue lanzado el 23 de mayo. El álbum debut japonés de GFriend alcanzó su punto máximo en el no. 10 en la lista de álbumes semanales de Oricon.
El 19 de julio, GFriend lanzó un EP de verano, Sunny Summer. GFriend debutó en la lista Billboard's Social 50 chart en el no. 30 una semana después del lanzamiento del álbum.
El 10 de octubre, GFriend lanzó su primer sencillo japonés, "Memoria / 夜 (Time for the moon night)". El sencillo debutó en el no. 6 en la lista de sencillos semanales de Oricon y no. 5 en las principales ventas semanales de sencillos de Billboard Japón.

### 2019: Segundo álbum completoTime for us, sencillos japoneses consecutivos yFever Season
El 14 de enero, GFriend lanzó su segundo álbum de estudio, Time for Us, con el tema principal "Sunrise". Time for Us se convirtió en el álbum coreano más vendido del grupo con más de 86,000 copias vendidas según Gaon Chart. El 13 de febrero, GFriend lanzó su segundo sencillo en japonés, "Sunrise (JP ver.) / La Pam Pam". El 13 de marzo, GFriend lanzó su tercer sencillo japonés, "Flower / Beautiful".
El 1 de julio, GFriend lanzó su séptimo EP, Fever Season, con el tema principal "Fever". El EP consta de ocho pistas, incluida una versión instrumental de su tema principal. El grupo también promocionó en Japón colaborando con el grupo pop japonés Sonar Pocket y lanzaron el sencillo japonés, Oh Difficult - Sonar Pocket × GFriend, el 3 de julio.
El 13 de noviembre, GFriend lanzó su primer álbum de estudio japonés, Fallin 'Light, con su tema principal homónimo.

### 2020: Trilogía回: Labyrinth, Song of the sirensyWalpurgis Nighty sencillos japonéses consecutivos
El 13 de enero, se anunció que el grupo regresaría el 3 de febrero con su álbum Labyrinth, con el tema principal «Crossroads». Este comeback tenía muchas expectativas por la reciente adquisición de Source Music por parte de Big Hit Entertainment a finales de 2019. El 19 de enero se reveló el calendario del comeback dando a conocer que a partir del 21 de enero se revelaría una historia previa, el 22 saldría la lista de canciones para el nuevo álbum, el 27 hasta el 29 se revelarían las fotos conceptuales, el 30 de enero el teaser del video musical, el 31 un Highlight Medley y el 3 de febrero sería el lanzamiento del álbum y su comeback con el video oficial. El 3 de febrero regresan con «Crossroads» además promocionan Labyrinth en shows de variedades. En este comeback obtienen 7 premios en shows musicales.
El 17 de junio se revela que GFRIEND se estaba preparando para un comeback el 13 de julio, revelándose además que mostrarían un cambio de concepto. El álbum, titulado Song of the Sirens, es el segundo de la trilogía. El tema principal es «Apple», el 13 de julio revelan el MV.
El 24 de agosto se anunció el lanzamiento de «Crossroads -JP ver-» y otras 3 canciones traducidas al japonés en forma de Single Digital. El 11 de septiembre se confirmó que serían 2 sencillos, el primero se lanzaría el 14 de octubre y titulándose "回:LABYRINTH", e incluiría tanto «Labyrinth» como «Crossroads» en japonés; y el segundo sencillo, "回:Song of the Sirens", que incluyen «Apple» y «Tarot Cards», se lanzaron el 21 de octubre. Son los primeros dos sencillos en japonés que se lanzan solamente a través de descarga digital.
El 12 de octubre a la medianoche KST, se anunció a través de Weverse que el grupo lanzaría un nuevo álbum 回:Walpurgis Night, siendo su tercer álbum de estudio el cual se lanzaría el 9 de noviembre. Estuvo disponible para reservar desde el 19 de octubre.
El 26 de octubre KST se reveló la lista de canciones para 回:Walpurgis Night. El tema principal del nuevo álbum es «Mago». El álbum incluye canciones en unidades, al igual que canciones de sus anteriores EP’s en la serie «回» como «Apple» y «Crossroads». Bang Si Hyuk participó en la letra y producción de varias canciones, y múltiples integrantes ayudaron escribiendo letras para las canciones. «Mago» es una canción de género disco sobre cómo hacerse cargo de su propia vida. Ha sido escrita por FRANTS, Bang Si Hyuk, las miembros Eunha, Yuju y Umji, y varios otros compositores. Con este tercer álbum termina la trilogía.

### 2021: Salida de Source Music y separación
El 18 de mayo de 2021, Source Music informó sobre el vencimiento del contrato exclusivo de las miembros con la discográfica, y reveló que todas han decidido no renovarlo. Sin embargo, no se anunció explícitamente que el grupo se separaría. El 19 de mayo, las miembros presentaron cartas escritas a mano a través de Weverse, donde la líder Sowon dijo: «Oficialmente Gfriend está llegando a su fin, pero no es el final de nosotras, así que no seas demasiado duro, Buddy» dando a entender que GFriend se disolvía y que tomarán un nuevo camino por separado. Los contratos de las miembros con Source Music expiraron el 22 de mayo, sin embargo los miembros de GFriend siguen siendo cercanos y compartiendo momentos juntos, reuniéndose el 31 de octubre para cantar en una boda y luego ir a comer juntas en un restaurante.

### 2024–presente: Proyecto del 10.º aniversario de debut
El 24 de septiembre de 2024, Source Music confirmó que los miembros de GFriend se reunirían en enero de 2025 para un proyecto especial en celebración de su décimo aniversario. El 1 de diciembre de 2024 fue anunciado su fecha de regreso oficial y concierto de aniversario. Su álbum especial Season of Memories esta agendado para el 13 de enero de 2025, con un sencillo de prelanzamiento esperado para el 6 de enero del mismo año. Además realizarán un concierto de aniversario agendado en dos días: el 18 y 19 de enero.

## Miembros
| Integrantes      | Integrantes      | Integrantes          | Integrantes          | Integrantes                      | Integrantes                                    | Integrantes                                             |
| Nombre artístico | Nombre artístico | Nombre de nacimiento | Nombre de nacimiento | Fecha de nacimiento              | Lugar de nacimiento                            | Posición                                                |
| Romanización     | Hangul           | Romanización         | Hangul               | Fecha de nacimiento              | Lugar de nacimiento                            | Posición                                                |
| ---------------- | ---------------- | -------------------- | -------------------- | -------------------------------- | ---------------------------------------------- | ------------------------------------------------------- |
| Sowon            | 소원             | Kim So-jung          | 김소정               | 7 de diciembre de 1995 (29 años) | Seúl, Corea del Sur                            | Líder, rapera principal, vocalista, bailarina y visual. |
| Yerin            | 예린             | Jung Ye-rin          | 정예린               | 19 de agosto de 1996 (28 años)   | Incheon, Corea del Sur                         | Vocalista, bailarina líder, centro y cara del grupo.    |
| Eunha            | 은하             | Jung Eun-bi          | 정은비               | 30 de mayo de 1997 (28 años)     | Seúl, Corea del Sur                            | Vocalista líder y bailarina.                            |
| Yuju             | 유주             | Choi Yu-na           | 최유나               | 4 de octubre de 1997 (27 años)   | Goyang, Provincia de Gyeonggi, Corea del Sur   | Vocalista principal y bailarina.                        |
| SinB             | 신비             | Hwang Eun-bi         | 황은비               | 3 de junio de 1998 (27 años)     | Cheongju, Chungcheong del Norte, Corea del Sur | Bailarina principal, vocalista, rapera y centro.        |
| Umji             | 엄지             | Kim Ye-won           | 김예원               | 19 de agosto de 1998 (26 años)   | Incheon, Corea del Sur                         | Vocalista, rapera, bailarina y maknae.                  |

## Discografía
| Álbumes de estudio - 2016: LOL - 2019: Time for Us - 2020: Walpurgis Night - 2025: Season of Memories EPs/Miniálbumes - 2015: Season of Glass - 2015: Flower Bud - 2016: Snowflake - 2017: The Awakening - 2017: Parallel - 2018: Time for the Moon Night - 2018: Sunny Summer - 2019: Fever Season - 2020: Labyrinth - 2020: Song of the Sirens Reediciones - 2017: Rainbow | Álbumes de estudio - 2019: Fallin' Light Álbumes recopilatorios - 2018: Kyō Kara Watashitachi wa: GFriend 1st Best |

## Filmografía

### Programas de telerrealidad
| Año  | Título                             | Cadena               | Nota                                                  |
| ---- | ---------------------------------- | -------------------- | ----------------------------------------------------- |
| 2015 | GFriend! Look After Our Dog        | Skytv                | 12 episodios                                          |
| 2015 | One Fine Day                       | MBC Music            | Filmado en Cebú, Filpinas, 4 episodios                |
| 2016 | GFriend - Where R U Going?!        | iMBC, V app, MBCkpop | Filmado en la Isla Jeju, 7 episodios                  |
| 2016 | MAMAMOO x GFriend Showtime         | MBC Every 1          | 8 episodios                                           |
| 2016 | GFriend Loves Europe               | skyTravel            | Filmado en Austria, Hungría, y Eslovenia, 8 episodios |
| 2017 | Living Together in Empty Room      | MBC                  | Todas (Ep. 8-11)                                      |
| 2019 | King of Mask Singer                | MBC                  | Yerin (Ep. 227-228)                                   |
| 2019 | GFriend Summer Vacation in Okinawa | U-Next               | Filmado en Okinawa, Japón, 10 episodios               |
| 2020 | GFriend's Memoria                  | Weverse, YouTube     | 10 temporadas entre 2020 y 2021                       |